# Mikey Way
Michael James Way, (Newark, Nova Jérsia; 10 de setembro de 1980) é um músico americano, mais conhecido como baixista da banda de rock My Chemical Romance. Ele também é multi-instrumentista e vocalista de apoio do duo de rock Electric Century. Way co-escreveu Collapser, que foi lançado em julho de 2019 pela DC Comics.

## Infância
Mikey nasceu em 10 de setembro de 1980, em Newark, Nova Jérsia, filho de Donna Lee Way e Donald Way, e tem ascendência escocesa e italiana. Ele foi criado em Belleville, Nova Jérsia, ao lado de seu irmão mais velho Gerard. Crescendo, ele trabalhou em uma Barnes & Noble e posteriormente na Eyeball Records. Ambos tiveram um papel importante na formação do My Chemical Romance. A Eyeball assinou com a banda e lançou seu álbum de estreia, I Brought You My Bullets, You Brought Me Your Love. Foi gravado apenas 3 meses após o My Chemical Romance ser formado.
O primeiro concerto ao qual ele foi foi um show do Smashing Pumpkins com seu irmão. Depois de vê-los se apresentar, ele disse a ele: "nós temos que fazer isso." Ele foi convidado a se juntar ao My Chemical Romance, o que envolveu aprimorar suas habilidades em tocar baixo em espaço de uma semana. Ele já excursionou com a banda From First To Last.

## Música

### My Chemical Romance
Mikey ingressou no projeto de rock do seu irmão mais velho, Gerard, como baixista, em 2001. Ele foi quem sugeriu o nome para a banda, depois de ler o romance Ecstasy: Three Tales of Chemical Romance. Quando Mikey foi convidado a entrar no grupo, ele teve que melhorar suas habilidades no baixo em menos de uma semana, e durante os primeiros ensaios do grupo, Ray Toro e Gerard o auxiliaram, já que Mikey não tinha muita proficiência com o instrumento até aquele momento. My Chemical Romance lançou seu segundo álbum, Three Cheers for Sweet Revenge, em 8 de junho de 2004. O terceiro álbum, The Black Parade, foi lançado em 24 de outubro de 2006. O quarto álbum e último, Danger Days: The True Lives of the Fabulous Killjoys, em 22 de novembro de 2010. A banda anunciou sua separação em 22 de março de 2013.
Em 31 de outubro de 2019, My Chemical Romance anunciou que fariam uma turnê de reunião com uma data em Los Angeles em 20 de dezembro e uma nova linha de mercadorias. Eles posteriormente anunciaram uma turnê na América do Norte em 2020, bem como datas na Austrália, Nova Zelândia e Japão. A turnê foi adiada para 2023 devido à pandemia de COVID-19.

### Eletric Century

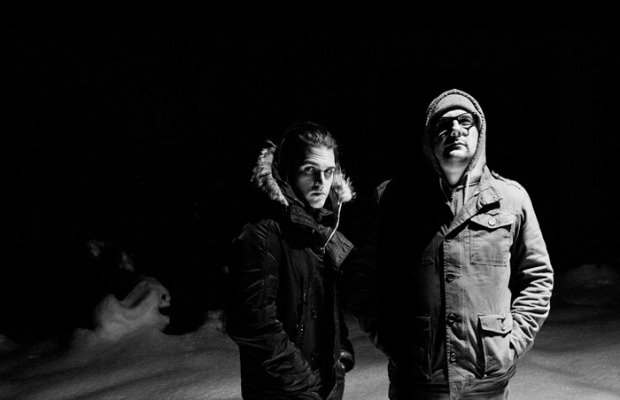
Mikey Way (esquerda) Dave Debiak (direita)

Por mais de um ano após o término do My Chemical Romance, Mikey permaneceu sem uma banda até formar a Electric Century com o vocalista do Sleep Station, David Debiak. A dupla lançou sua primeira música "I Lied" em fevereiro de 2014. No mesmo mês, a Electric Century foi incluída na lista "100 Bandas Que Você Precisa Conhecer" da Alternative Press. A revista mencionou que "I Lied" compara-se a fun. e Twenty One Pilots. A Alternative Press também disse que o álbum da dupla estava pronto e aguardando lançamento ainda naquele ano. O álbum foi gravado e mixado por D. James Goodwin no The Isokon Studio em Woodstock, Nova Iorque. Em novembro, Mikey revelou que deveria ter ido em fevereiro para a Costa Leste para completar o disco, mas, em vez disso, foi para a reabilitação. Ele também disse que as notícias sobre a Electric Century seriam "nos próximos meses". Em 13 de janeiro de 2015, "Let You Get Away" foi disponibilizada para streaming. "Let You Get Away" foi lançada como single em 3 de abril. A banda anunciou seu EP auto-intitulado de estreia em 10 de março, e foi lançado no Record Store Day em 18 de abril. "Hail the Saints" e "Right There" foram lançadas como singles em 6 de maio.
Desde o lançamento de seu EP de estreia, a banda retornou ao estúdio e passou grande parte de 2015 escrevendo e gravando novas músicas. Em janeiro de 2016, a dupla tuitou em sua página oficial do Twitter "2016 é O ano", insinuando lançamentos futuros. Eles anunciaram seu álbum de estreia For the Night to Control em 24 de fevereiro de 2016, e foi lançado em 9 de março, exclusivamente com a edição da semana da Kerrang!. O álbum foi oficialmente lançado em 14 de julho de 2017. Seu segundo álbum de estúdio auto-intitulado, produzido pelo companheiro de banda do My Chemical Romance, Ray Toro, foi lançado em 26 de fevereiro de 2021.

### Outras contribuições musicais
Em novembro de 2015, Mikey apareceu no videoclipe da música "Makeshift Love", o primeiro single do Good Charlotte desde a pausa da banda. Ele também contribuiu para o álbum solo de estreia de Andy Biersack, intitulado The Shadow Side, um projeto sob pseudônimo do vocalista do Black Veil Brides, Andy Biersack. Mikey gravou baixo para a banda americana de pop punk Waterparks em seu EP Cluster, e mais tarde se juntou a eles em turnê com o Good Charlotte, incluindo apresentações nos festivais de Reading e Leeds. Mikey também foi DJ convidado especial no primeiro aniversário do Emo Nite LA.

## Equipamento
Mikey Way é conhecido por usar baixos Fender de 4 cordas.
A partir de 2002, ele usava um Fender American Designer Precision Bass de 2001 na cor prata brilhante, que é visto no videoclipe de "Vampires Will Never Hurt You", no entanto, esse baixo foi destruído durante um transporte por volta de 2003.
Para o próximo álbum do My Chemical Romance, Three Cheers For Sweet Revenge (2004), ele usou tanto um Fender American Standard Precision Bass na cor Vermelho Maçã do Amor, quanto um Geddy Lee Jazz Bass preto, que ele também usou no próximo seguinte.
Na gravação de The Black Parade (2006) do My Chemical Romance e nas turnês de apoio, Mikey era conhecido por usar um Fender Deluxe Jaguar Bass preto, seu Geddy Lee Jazz Bass preto anteriormente usado e um Fender American Standard Precision Bass na cor Pérola da Nevasca.
Na turnê The World Contamination em apoio ao álbum Danger Days: The True Lives of the Fabulous Killjoys, ele usou seu próprio Squier Mustang Bass signature, juntamente com um Fender Mustang Bass da série Pawn Shop vermelho, usado como a 'guitarra em Mi bemol' da turnê.
Quando o My Chemical Romance se reuniu em 2019, Mikey, juntamente com o guitarrista Frank Iero, recebeu novos instrumentos da Fender Custom Shop, com ele revelando dois baixos Fender Jazz Bass identicamente especificados, com exceção dos acabamentos, um em Gloss Silver Sparkle e outro em Gloss Black Flake. Os baixos apresentavam hardware estilo vintage dos anos 70 e escala de maple com destaque em preto. Essa especificação de baixo foi usada para o modelo de assinatura da Fender de Mikey em 2023, no entanto, disponível apenas em Gloss Silver Sparkle, em grande parte devido ao fato de o Black Flake Sparkle ser raramente usado ao vivo.
Desde 2019, Mikey, juntamente com os guitarristas Ray Toro e Frank Iero, tem usado afinação meio tom abaixo (D#G#C#F), para atender à voz aprofundada do irmão de Mikey, o vocalista Gerard.
Em março de 2023, ele estava usando um amplificador Fender Super Bassman através de 2 gabinetes Fender Bassman 810 durante a turnê pela Austrália, Nova Zelândia e Japão, conforme mostrado em seu Instagram.

### Squier Mikey Way Mustang Bass
Durante a turnê de Danger Days: The True Lives of the Fabulous Killjoys, Mikey colaborou com a Squier para lançar O Mikey Way Mustang Bass Signature. Em uma entrevista ao MusicRadar, ele comentou sobre seu baixo assinado: "Eu fui patrocinado pela Fender na maior parte do meu tempo no MCR. Eu entrei em contato com eles sobre fazer um baixo personalizado e eles me responderam dizendo que queriam me dar um modelo de assinatura". O instrumento em questão, o Fender Squier Mikey Way Mustang Bass, foi produzido pela submarca Squier da Fender de 2011 a 2015. Baseado no Squier Mustang Bass, finalizado em Large Flake Silver Sparkle com uma faixa preta, ele foi baseado no Squier Super-Sonic, uma guitarra que Mikey e seu irmão, Gerard, sempre quiseram. O instrumento também apresenta um braço com acabamento natural, escudo preto e a assinatura de Way na parte de trás da cabeça.
O exemplo pessoal de Mikey diferia bastante do modelo de produção, sendo produzido pelo Fender Custom Shop em Corona, Califórnia. A mudança mais óbvia foi a cabeça marcada com o logo da Fender, estranhamente marcada como 'Fender BASS', em vez de 'Fender Mustang Bass'. Mudanças menos notadas incluem os botões de potenciômetro cromados em forma de domo (em oposição ao plástico preto) e um braço preto pintado, em vez do acabamento acetinado claro do modelo de produção. Embora as especificações oficiais nunca tenham sido reveladas, é altamente provável que o corpo do modelo de Way fosse feito de Alder, em vez do Basswood dos modelos de produção. O exemplo próprio de Mikey foi equipado com um captador EMG 35Hz, ao contrário do modelo de produção, que vinha com um modelo personalizado sem marca.

### Fender Mikey Way Jazz Bass
O Fender Mikey Way Jazz Bass é uma variante de edição limitada da série de assinaturas do Fender Jazz Bass produzida em 2023 pela Fender em sua fábrica em Ensenada, no México. O baixo é equipado com hardware estilo Jazz Bass dos anos 1970, apresenta captadores Jazz Bass dos anos 70 da Fender, com uma ponte estilo vintage de 4 saddles, tarraxas com o logo da Fender e um braço todo em maple com marcações pretas em bloco e binding, com um perfil de braço 'C' dos anos 70. O baixo é inspirado no baixo de turnê de Mikey usado em 2002, um Fender American Designer Jazz Bass de 2001, exclusivo da Guitar Center, que também tinha acabamento em Silver Sparkle com uma cabeça preta, porém apresentava um braço de jacarandá e escudo branco como padrão, os quais Mikey manteve até que o baixo foi perdido quando a banda esqueceu de travar com segurança uma caixa em uma van de turnê por volta de 2003. A série de modelos apresentava um prefixo de número de série exclusivo MW23, em oposição ao prefixo padrão MX23 que teria sido usado de outra forma.

## Atuações
Em 2013, Mikey fez sua estreia como ator na série original do The Hub, The Aquabats! Super Show!, no final da segunda temporada "The AntiBats!", interpretando o vocalista de uma banda fictícia de death metal chamada Asthma. Além disso, o irmão de Mikey, Gerard, co-dirigiu e co-escreveu o episódio. Em 2018, Mikey estreou como dublador ao dar voz ao personagem Snarl na série animada Transformers: Power of the Primes.

## Vida pessoal
Em março de 2007, Mikey se casou com sua primeira esposa, Alicia Simmons. Eles se divorciaram em 2013.
Em fevereiro de 2016, ele se casou com Kristin Blanford. Juntos, eles têm duas filhas, nascidas em 2017 e 2019.
Mikey tem falado abertamente sobre suas lutas com vícios e sobriedade. Ele afirma estar sóbrio desde 2014, depois de entrar em reabilitação após uma intervenção.

## Discografia

### My Chemical Romance

#### Álbuns de estúdio
- I Brought You My Bullets, You Brought Me Your Love (2002)
- Three Cheers for Sweet Revenge (2004)
- The Black Parade (2006)
- Danger Days: The True Lives of the Fabulous Killjoys (2010)[45]

#### EP's de estúdio
- Like Phantoms, Forever (2002)
- Warped Tour Bootleg Series (2005)
- AOL Sessions (2007)
- Live and Rare (2007)
- ¡Venganza! (2009)
- The Black Parade: The B-Sides (2009)
- The Mad Gear and Missile Kid (2010)
- Conventional Weapons (2012)

#### Álbuns ao vivo
- Life on the Murder Scene (2006)
- The Black Parade Is Dead! (2008)

### Electric Century

#### Álbuns de estúdio
- For the Night to Control (2016)
- Electric Century (2021)

#### EP's de estúdio
- Electric Century (2015)

#### Como convidado
- The Shadow Side (por Andy Black, 2016)[46]
- Cluster (por Waterparks, 2016)